# Lawrence Kohlberg
Lawrence Kohlberg, ameriški pedagog in socialni psiholog, * 25. oktober 1927, Bronxville, zvezna država New York, ZDA, † 19. januar 1987.
Odrasel je v bogati družini. Obiskoval je priznano zasebno šolo Phillips Academy. Med II. svetovno vojno, ko je končal srednjo šolo, je šel v vojsko kot strojnik na ladji, pomagal je Judom zbežati iz Evrope v Palestino. Po služenju vojaškega roka se je leta 1948 vpisal na Univerzo v Chicagu, kjer je že ob vpisu dosegel visoke rezultate in v enem letu diplomiral v psihologiji. Za njegovo diplomsko delo je ostal na univerzi, kjer se je fasciniral nad moralnim razsojanjem otrok in nad deli Jeana Piageta ter drugih. Leta 1958 je napisal doktorsko disertacijo, ki je danes znana pod imenom Kohlbergove stopnje moralnega razvoja.
Kohlberg je leta 1962 začel poučevati na Čikaški univerzi in se še bolj posvetil akademskemu delu. Poročen in z dvema otrokoma je leta 1968 postal profesor vzgoje in socialne psihologije na harvardski univerzi. To leto se je tudi spoprijateljil s kolegico in kritičarko njegove teorije stopenj moralnega razvoja Carol Gilligan. Med obiskom v Izraelu leta 1969 je naletel na kibuc (planirane skupnosti z visoko stopnjo socialne interakcije). Tu je bil šokiran nad odkritjem koliko je bila morala mladine, ki je bila v kibucu razvitejša od tiste, ki ni bila. Presenečen nad tem, kar je videl se je premislil o svoji trenutni raziskavi in odprl novo šolo, imenovano Cluster School. Šola je delovala kot »pravična skupnost«, kjer so si učenci zaupali eden drugemu in s pomočjo demokracije sami odločali o šolskih zadevah. S tem modelom je »pravične skupnosti« pričel še v drugih šolah in celo v enem zaporu.
Kohlberg se je leta 1971 nalezel tropske bolezni med opravljanjem medkulturnega dela v Belizeju. Posledica tega je bila šestnajstletna borba z depresijo in fizičnimi bolečinami. Ko je januarja 1987 dobil prost dan iz bolnišnice, v kateri se je zdravil, se je odpeljal na obalo ter storil samomor z utopitvijo v Atlantskem oceanu. Star je bil 59 let.
1. 1 2  data.bnf.fr: platforma za odprte podatke — 2011.
2. 1 2  SNAC — 2010.
3. ↑  Педагоги и психологи мира — 2012.
4. ↑  Normativna kontrola Kongresne knjižnice — Library of Congress.